# Naissance en 1104
Naissance
- 1100
- 1101
- 1102
- 1103
- 1104
- 1105
- 1106
- 1107
- 1108

Cette page dresse une liste de personnalités nées au cours de l'année 1104 :
- Marguerite de l'Aigle, reine consort de Navarre.
- Awn ad-Din ibn Hubayra, ou Abu al-Muzaffar 'Awn ad-Din Yahya ibn Hubayra al-Shaybani, vizir sous Al-Muqtafî et son successeur Al-Mustanjid.
- Éléonore de Blois, noble française.
- Fujiwara no Kiyosuke, poète, écrivain et courtisan kuge japonais.
- Galéran IV de Meulan, seigneur de Beaumont-le-Roger et de Gournay-sur-Marne, comte de Meulan et vicomte d'Évreux.
- Gens du Beaucet, ermite et saint de l’Église catholique.
- Robert II de Beaumont, deuxième comte de Leicester, important baron anglo-normand et justicier d'Angleterre.
- Vladimirko de Galicie, prince de Galicie.

date incertaine (vers 1104)
- Vsevolod II de Kiev, Vsevolod Olgovitch, Grand-prince du Rus' de Kiev de la dynastie des Riourikides.

## Crédit d'auteurs
- Cet article est partiellement ou en totalité issu de l'article intitulé « 1104 » (voir la liste des auteurs).